# Prayer for the Weekend (sång)
Prayer for the Weekend , skriven av Ola Salo, är den tredje singeln och titelspåret från pop- och rockgruppen The Arks albumet Prayer for the Weekend. Singeln låg som bäst på 15:e plats på den svenska singellistan. Melodin testades på Svensktoppen, där den låg i 14 veckor under perioden 15 juli-14 oktober 2007 innan den lämnade listan, med tredjeplats som högsta placering.

## Listplaceringar
| Lista (2007) | Topplacering |
| ------------ | ------------ |
| Sverige      | 15           |